# Niht
Niht ist eine deutsche Black-Metal-Band.

## Geschichte
Bei Niht handelt es sich um Nebenprojekt von zwei Mitgliedern der Band Nekrovault – Z. am Gesang und S. an der Gitarre. In dieser Konstellation sind die beiden Musiker aus Bayern seit 2017 aktiv. Im selben Jahr veröffentlichten sie ihr Demo Vanum, 2021 folgte das Album Arcanum (Ván Records).

## Stil
Metal.de schreibt von „kaltem Riffing der norwegischen Art […] im stetigen Wechselspiel mit finnisch geprägten Melodieläufen und rotzigen Black’n’Roll-Einschüben“. Die Band wird empfohlen für Hörer der aufgelösten Depressive-Black-Metal-Band Aaskereia.

## Diskografie
- 2017: Vanum
- 2021: Arcanum